# Кишра, Жюль Этьен Жозеф
Жюль Этьен Жозеф Кишра (фр. Jules Etienne Joseph Quicherat; 13 октября 1814 — 8 апреля 1882) — французский историк. Брат Луи Мари Кишра.

## Биография
Жюль Этьен Жозеф Кишра родился 13 октября 1814 года в городе Париже. Окончил знаменитый парижский коллеж Святой Варвары, где учился у Жюля Мишле, от которого унаследовал увлечение историей. Свою школу Кишра отблагодарил трёхтомной «Историю коллежа Святой Варвары» (фр. «Histoire de Sainte-Barbe»; 1860—1864).
Основатель Société de l’Ecole des chartes, в издании которого («Bibliothèque») напечатал много исторических работ.
Главный труд Кишра — монография «Процесс проклятия и оправдания Жанны д’Арк» (фр. «Procès de condamnation et réhabilitation de Jeanne d’Arc»; Париж, 1841—1849, в 5 томах), в которой опубликовано множество исторических сочинений и документов. Написал также «Историю костюма во Франции» (фр. «Histoire du costume en France»; 1874) и др.
Жюль Этьен Жозеф Кишра умер 8 апреля 1882 года в родном городе.
После смерти Кишра вышли его «Mélanges d’archéologie et d’histoire», с приложением биографии (П., 1885—1886).
Более чем тридцатилетнее (1847—1878) отправление обязанностей профессора археологии сделало Кишра учителем практически всех ведущих французских археологов второй половины XIX века, благодаря чему его считали отцом французской археологии.